# Neurothemis ramburii
Neurothemis ramburii är en trollsländeart. Neurothemis ramburii ingår i släktet Neurothemis och familjen segeltrollsländor. IUCN kategoriserar arten globalt som livskraftig.

## Underarter
Arten delas in i följande underarter:
- N. r. martini
- N. r. oceanis
- N. r. papuensis
- N. r. ramburii

## Bildgalleri

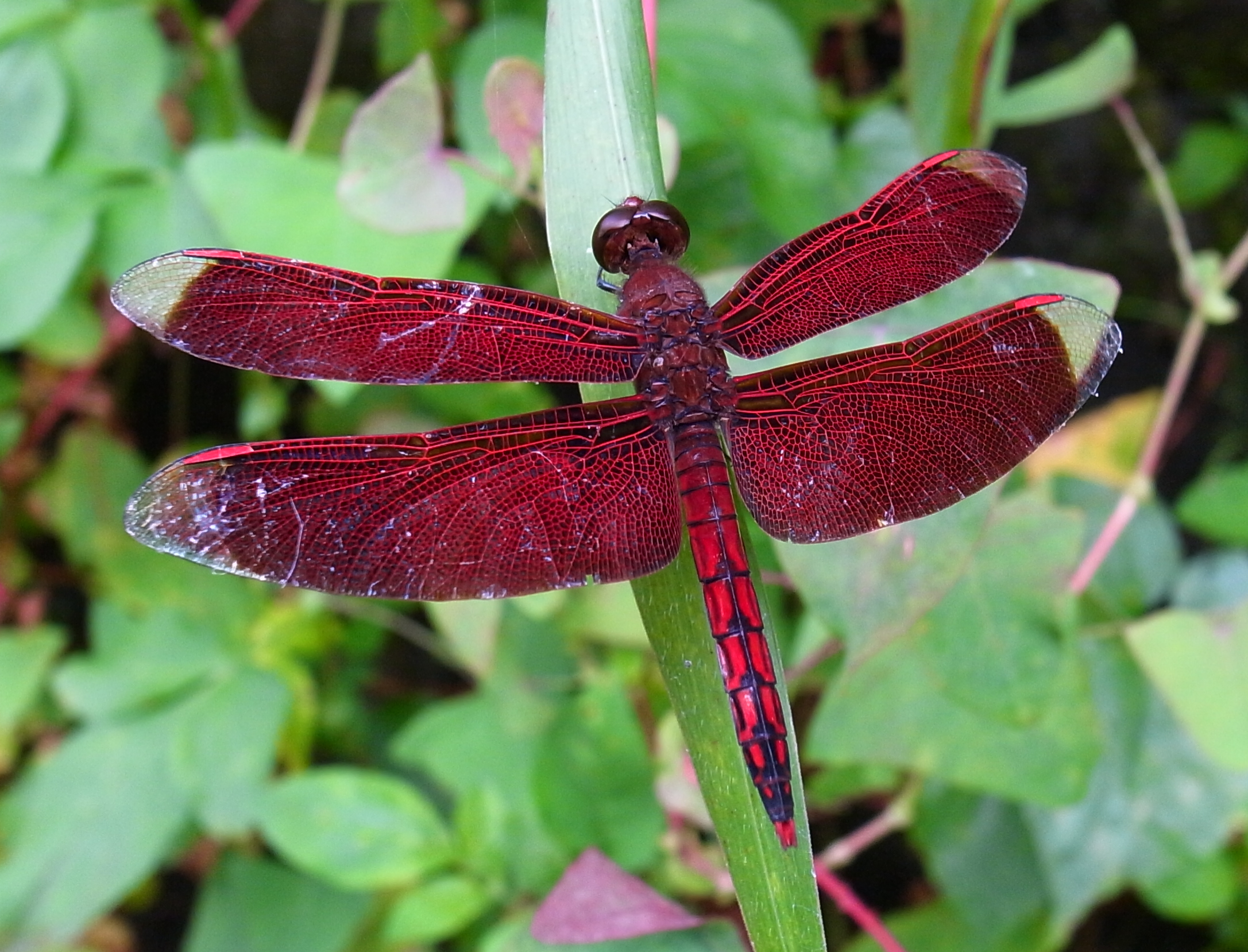